# جامعة قندهار
جامعة قندهار (بالبشتوية: د کندهار پوهنتون)‏ هي مؤسسة للتعليم العالي تمولها الحكومة في قندهار، أفغانستان. تأسست في عام 1990. لديها 11 كلية في علوم الحاسوب والطب والهندسة والاقتصاد والصحافة والاتصالات والإدارة العامة والسياسة والقانون والعلوم السياسية والصيدلة واللغة والأدب والتعليم، تسجل الجامعة حوالي 3000 طالب كل عام من خلال امتحان دخول يخضع مباشرة لسيطرة وزارة التعليم العالي الأفغانية.

## وصلات خارجية
- الموقع الرسمي
- وزارة التربية والتعليم في أفغانستان